# Magyarlukafa
Magyarlukafa (kroatisch Luka) ist eine ungarische Gemeinde im Kreis Szigetvár im Komitat Baranya.

## Geografische Lage
Magyarlukafa liegt ungefähr 15 Kilometer nördlich der Stadt Szigetvár. Nachbargemeinden sind Somogyhárságy und Vásárosbéc.

## Sehenswürdigkeiten
- Heimatmuseum (Tájház) in traditionellem Wohnhaus (denkmalgeschützt)
- Römisch-katholische Kapelle Szent Vendel
- Weltkriegsdenkmal (I. világháborús emlékmű), vor der Kirche

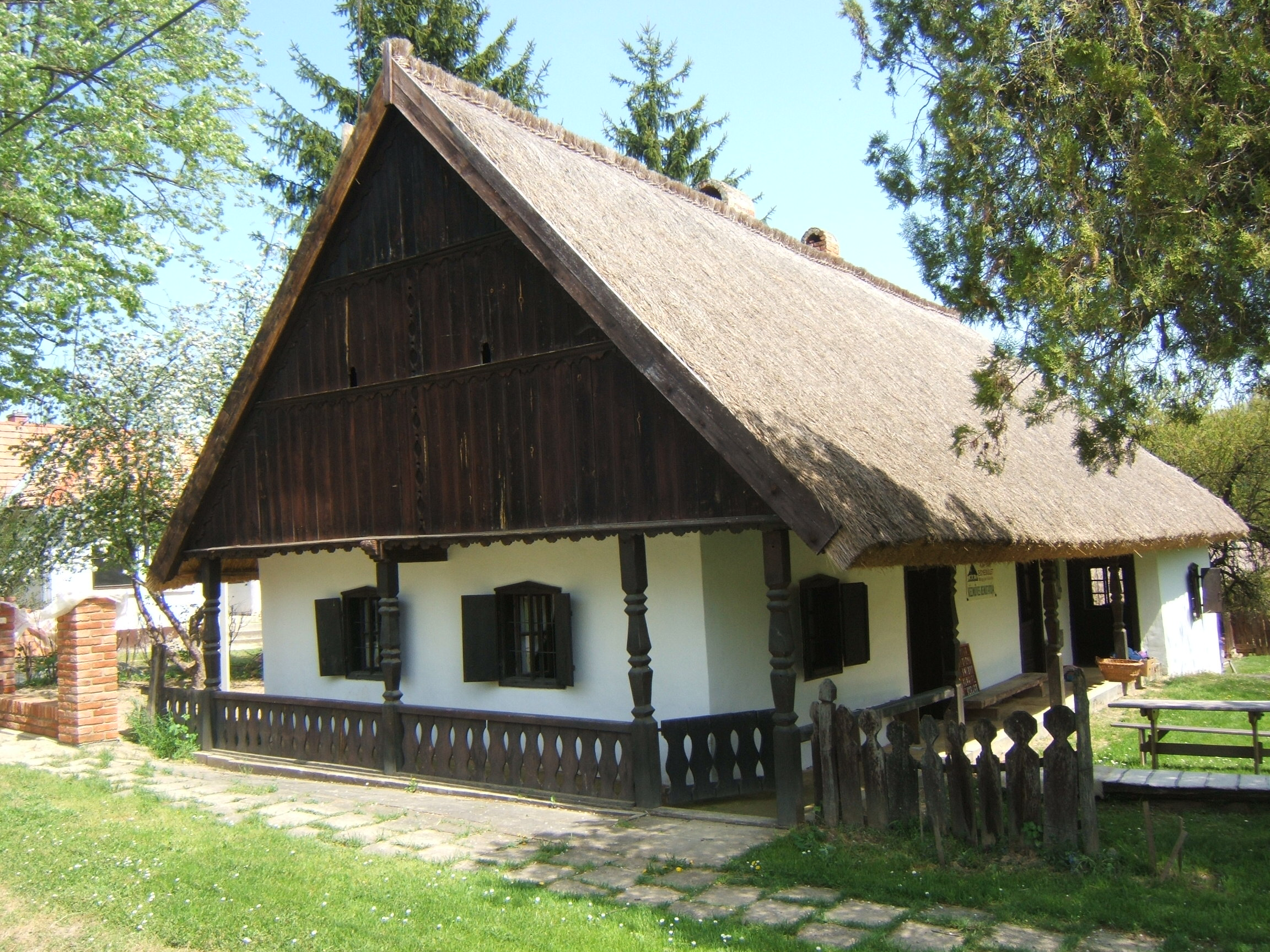
Heimatmuseum in Magyarlukafa

## Verkehr
Durch Magyarlukafa verläuft die Nebenstraße Nr. 66125. Der nächstgelegene Bahnhof befindet sich südlich in Szigetvár.